# Marcillada endopolia
Marcillada endopolia là một loài bướm đêm trong họ Noctuidae.